# Hans Cieslarczyk
Hans Cieslarczyk   (Herne, 3 de maig de 1937 - Offenburg, 10 de juny de 2020) fou un futbolista alemany de la dècada de 1960.
Fou 7 cops internacional amb la selecció de futbol d'Alemanya amb la qual participà a la copa del Món de futbol de 1958.
Pel que fa a clubs, destacà a Borussia Dortmund i Karlsruher SC.
Trajectòria com a entrenador:
- 1975–1977 SpVgg Fürth
- 1977–1978 Stuttgarter Kickers
- 1978 1. FC Saarbrücken
- 1978–1979 FC Augsburg
- 1979–1980 Offenburger FV
- 1980–1981 ESV Ingolstadt